# 일렉트로 스윙
일렉트로 스윙(Electro Swing, Electroswing 혹은 Vintage Remix)은 밀레니엄 즈음에 만들어진 음악 장르로, 현대의 일렉트로닉 음악(하우스 음악, 힙합, EDM 등도 섞여 있다)과 1920년과 30년대의 재즈 스타일인 스윙이 서로 합쳐진 것이라고 볼 수 있다. 사람들의 현대적인 리듬 혹은 음악에 잘 접근함과 동시에 기존의 금관악기와 초기 스윙의 열정적인 흥분을 같이 넣으면, 일렉트로 스윙의 훌륭한 예시가 된다. 일렉트로 스윙 밴드는 가수와 전통적인 재즈 악기 - 트럼펫, 트롬본, 클라리넷, 색소폰 등등 - 연주자와 더불어 디스크 자키 등으로 이루어진다.

## 관련 장르
- 글리치 스윙 (Glitch swing)